# バーブ教徒の乱
バーブ教徒の乱（バーブきょうとのらん）とは、1848年から1850年にかけて、カージャール朝のイランにおいて起こったバーブ教信者による反乱。

## 背景
1834年にカージャール朝の第3代君主に即位したモハンマド・シャーは、1837年に失地回復を企図してアフガニスタンのヘラートへの遠征を強行したものの失敗に終わり、1838年から1842年まで戦われた第一次アフガン戦争でアフガニスタンに苦戦したイギリス帝国がその矛先を退潮いちじるしいイランに向けた。イギリスはアフガン戦争中の1841年、ガージャール朝イランから最恵国待遇を得ている。不凍港獲得をめざすロシア帝国もまた南下政策をとってイランを圧迫した。
カージャール朝は、対外戦争の敗北によって国家財政が破綻し、農地は部族長や商人などの手にわたって農民が小作化、ないし都市へ流入した。また、「世界の工場」イギリスはじめヨーロッパ諸国との本格的な貿易が始まると、安価な外国産綿布が大量に国内流入し、イラン諸都市の手織綿布産業が痛手を受け、経済危機が進行した。このような状況のなかで、イラン民衆や宗教学者のなかからは、マフディー（救世主）の再臨を望む声が高まった。
1844年、青年セイイェド・アリー・モハンマドがみずから「バーブ」（神の真理に至る"門”の意）を名乗り、ペルシアの国教として長い伝統を有してきた十二イマーム派（シーア派）の権威を否定するバーブ教を開いて社会改革を訴えた。困窮していたイランの多くの農民や中小商人がバーブ教に帰依し、カージャール朝の社会は不穏な状況にあった。

## バーブ教徒の乱
1848年、ガージャール朝によって捕縛され、タブリーズに移送されていたバーブ（セイイェド・アリー・モハンマド）は宗教法廷において自らをイマームの再臨（ガーエム） であると宣言して、シャリーア（イスラム法）の廃止を訴えた（ガーエム宣言）。同年、君主モハンマド・シャーが没し、ナーセロッディーン・シャーがガージャール朝の第4代君主に即位すると、イラン各地でバーブ教徒が蜂起した。これが「バーブ教徒の乱」である。

### バダシュトの会合
1848年初夏、イラン北東部ホラーサーンの街シャールード近郊の村バダシュトにおいて、バーブ教徒約80名が会合をひらいた。バーブの「ガーエム宣言」直後のことであったが、ここでは、バーブ教の中枢をになった19人の「生ける文字」のなかの唯一の女性ファーテメ・バラガーニー（「ゴッラトルエイン」）の主導により、バーブの救出とシャリーアからの離脱を決定した。このとき彼女は、バーブにしたがい、シャリーアに従わない以上、「もはやヘジャブは必要ない」として頭髪を露わにした状態だったという。この主張は、のちに男女平等の教説などにつながるが、当時としては過激だったため、保守的なシャイヒー派をはじめとする多くの人びとが離脱した。バーブ教徒と一体的に活動していたタブリーズなどのシャイヒー派は急速にバーブ色を薄めることになった。
この会合は、そののちの諸反乱の嚆矢となった。

### シェイフ・タバルスィー蜂起
1848年10月から翌1849年5月にかけて、「生ける文字」の筆頭格であったボシュルーイーらがバーブの救出を目標にマシュハドで活動を開始した。武装したバーブ教徒約700名は黒い旗を掲げてカルバラーに向かった。ここでイラン北部マーザンダラーンのバールフォルーシュで住民と衝突し、付近のシェイフ・タバルスィー廟を要塞化して立てこもった。籠城したバーブ教徒は数度にわたって政府軍の討伐を退けたが、最終的には鎮圧された。ボシュルーイーらは戦死し、教団の中枢は大打撃をうけた。
この事件を境にガージャール朝政府は、高位ウラマーの非難にもかかわらず無関心の態度で臨んでいたバーブ教徒への態度を改め、かれらを明確に「叛乱者」と規定した。
なお、蜂起の参加者がホセイン（シーア派3代イマーム）の「カルバラーの悲劇」と自らを重ね合わせていたことを示す史料があることから、バーブ教徒たちの熱狂的信仰が確認される一方で、籠城戦の場としてシェイフ・タバルスィー廟という、森の中の聖者廟を選んだ点からは、土俗的信仰を持つ集団とのかかわりも指摘されている。

### ネイリーズ蜂起
1850年5月から6月にかけてイラン南部ファールスの街ネイリーズで都市蜂起がおこった。指導者はアーガー・セイイェド・ヤフヤー・ダーラービーである。この蜂起にはおおむね1000人程度が参加した。ダーラービーがヤズドからネイリーズに赴き宣教を開始すると、すぐに一街区がバーブに改宗した。もともと都市民の一部と支配者は対立関係にあり、ダーラービーによって対立が激化して蜂起に至ったものである。バーブ教側はネイリーズ郊外の城塞を占拠したものの、ファールス太守の軍により2ヶ月で鎮圧された。なお、ここでは1853年に都市指導者がバーブ教徒に暗殺され、小規模な蜂起が再び発生している。

### ザンジャーン蜂起
1850年5月から1851年1月まで。イラン北西部ザンジャーンでも蜂起が起こっている。元アフバーリー派のウラマーでホッジャトルエスラームであったモッラー・モハンマド・アリー・ザンジャーニーが指導した蜂起で、2000人程度の参加と推定されている。要塞への立てこもりと長期にわたる包囲戦ののち鎮圧される。実態はあまりよくわかっていないが、その後のバーブ教徒の間では、蜂起にいたる以前の太守側の横暴や暴虐、および包囲戦での苦闘と殉教、その後の弾圧などはさまざまな形で伝承された。

## 影響

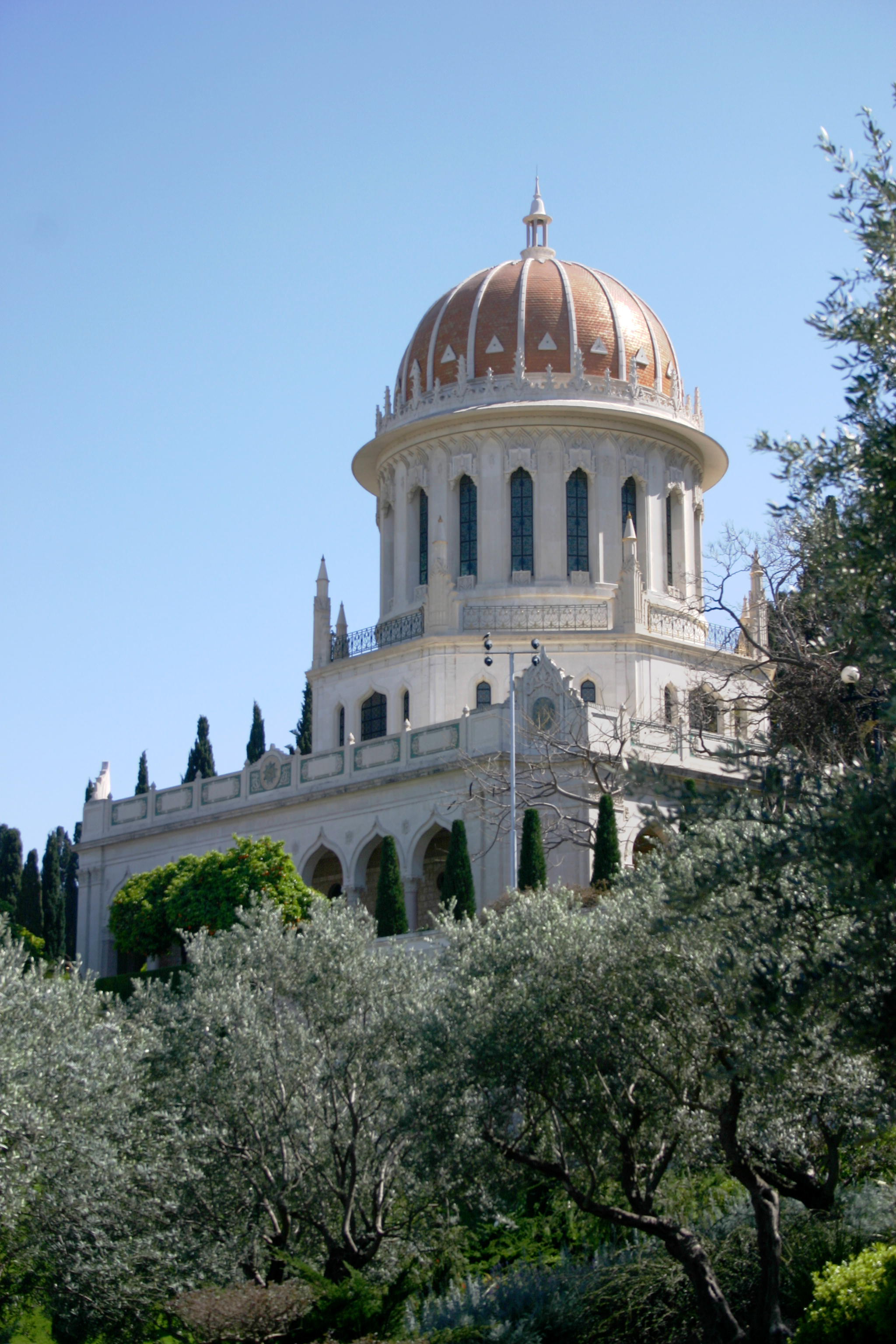
ハイファにあるバーブの聖廟

### バーブの処刑
1846年以来断続的に拘留されていた「バーブ」アリー＝モハンマドは、1850年7月9日に官憲により公開処刑された。銃殺であった。数ヶ月以内に他の多くの直弟子たちも同じ運命をたどっている。

### シャー暗殺未遂事件
1852年8月15日。ゴッラトルエインら3名がイラン君主ナーセロッディーン・シャーの暗殺を試みて失敗した。かれらは下獄し、拷問ののち殉教した。この事件によってガージャール朝政権はバーブ教を完全に敵視し、その信者は大弾圧により壊滅的打撃を受けた。

### カージャール朝の衰退
1848年に大宰相に就任したアミール・キャビールは、軍事・行政・教育の各方面にわたる近代化政策を推進したが、1852年にフィン庭園内で暗殺されたことによってイラン近代化は頓挫した。こののちガージャール朝イランは交通・運輸・金融などの各種利権を外国人に切り売りすることによって財政を維持することに終始し、その社会はいっそう疲弊した。